# Indias de Mayagüez 2017
Questa voce raccoglie le informazioni riguardanti le Indias de Mayagüez nella stagione 2017.

## Organigramma societario
Area direttiva
- Presidente: Marvin Alameda

Area tecnica
- Allenatore: José Mieles

## Rosa
| N° | Nome               | Ruolo | Data di nascita  | Nazionalità sportiva |
| -- | ------------------ | ----- | ---------------- | -------------------- |
| 1  | Kim Willoughby     | S     | 7 novembre 1980  | Porto Rico           |
| 2  | Raymariely Santos  | P     | 13 aprile 1992   | Porto Rico           |
| 3  | Learis Jusino      | L     | 27 febbraio 1991 | Porto Rico           |
| 4  | Nomaris Vélez      | L     | 11 giugno 1993   | Porto Rico           |
| 5  | Saraí Álvarez      | O     | 3 aprile 1986    | Porto Rico           |
| 6  | Lorena Márquez     | P     | 5 febbraio 1994  | Porto Rico           |
| 7  | Wilmarie Ramos     | S     | -                | Porto Rico           |
| 8  | Jetzabel Del Valle | C     | 19 dicembre 1979 | Porto Rico           |
| 9  | Angélica Padilla   | C     | -                | Porto Rico           |
| 10 | Kalei Mau          | S     | 10 marzo 1995    | Stati Uniti          |
| 11 | Tamara Ramírez     | S     | -                | Porto Rico           |
| 12 | Amanda Vázquez     | C     | 21 giugno 1985   | Porto Rico           |
| 14 | Jennymar Santiago  | P     | 28 luglio 1994   | Porto Rico           |
| 18 | Shannon Torregrosa | C     | 1º febbraio 1981 | Porto Rico           |

## Mercato
| Acquisti | Acquisti          | Acquisti        | Acquisti   |
| R.       | Nome              | da              | Modalità   |
| -------- | ----------------- | --------------- | ---------- |
| P        | Raymariely Santos | Altay           | definitivo |
| L        | Learis Jusino     | Leonas de Ponce | definitivo |
| O        | Saraí Álvarez     | -               | definitivo |
| P        | Lorena Márquez    | -               | definitivo |
| S        | Wilmarie Ramos    | ?               | definitivo |
| C        | Angélica Padilla  | -               | definitivo |
| S        | Kalei Mau         | Arizona         | definitivo |
| S        | Tamara Ramírez    | -               | definitivo |

| Cessioni | Cessioni               | Cessioni              | Cessioni   |
| R.       | Nome                   | a                     | Modalità   |
| -------- | ---------------------- | --------------------- | ---------- |
| L        | Gabriela Ramos         | -                     | ritirata   |
| S        | Priscilla Hernández    | -                     | ritirata   |
| S        | Maria Demencia Morales | Brøndby               | definitivo |
| S        | Malina Terrell         | Oriveden Ponnistus    | definitivo |
| P        | Glorimar Ortega        | Orientales de Humacao | definitivo |
| S        | Yormarie Rosado        | -                     | ritirata   |
| L        | Ariana López           | -                     | ritirata   |
| O        | Andrea Drews           | Criollas de Caguas    | definitivo |
| P        | Jennymar Santiago      | Polluelas de Aibonito | definitivo |
| S        | Kim Willoughby         | -                     | definitivo |

## Risultati

### LVSF

#### Regular season
| 1ª giornata - 25 gennaio 2017 Palacio de Recreación y Deportes, Mayagüez   | Indias de Mayagüez      | 0 - 3 | Leonas de Ponce         | 18-25, 13-25, 15-25               |
| 2ª giornata - 29 gennaio 2017 Coliseo Gelito Ortega, Naranjito             | Changas de Naranjito    | 2 - 3 | Indias de Mayagüez      | 18-25, 21-25, 25-15, 29-27, 12-15 |
| 3ª giornata - 2 febbraio 2017 Coliseo Guillermo Angulo, Carolina           | Gigantes de Carolina    | 1 - 3 | Indias de Mayagüez      | 20-25, 21-25, 25-22, 23-25        |
| 4ª giornata - 5 febbraio 2017 Coliseo Emilio Huyke, Humacao                | Orientales de Humacao   | 3 - 2 | Indias de Mayagüez      | 19-25, 25-22, 21-25, 25-22, 15-10 |
| 5ª giornata - 10 febbraio 2017 Palacio de Recreación y Deportes, Mayagüez  | Indias de Mayagüez      | 1 - 3 | Valencianas de Juncos   | 25-21, 26-28, 19-25, 17-25        |
| 6ª giornata - 12 febbraio 2017 Palacio de Recreación y Deportes, Mayagüez  | Indias de Mayagüez      | 3 - 0 | Polluelas de Aibonito   | 25-23, 25-22, 25-16               |
| 7ª giornata - 15 febbraio 2017 Palacio de Recreación y Deportes, Mayagüez  | Indias de Mayagüez      | 0 - 3 | Criollas de Caguas      | 19-25, 24-26, 23-25               |
| 8ª giornata - 17 febbraio 2017 Coliseo Roberto Clemente, San Juan          | Capitalinas de San Juan | 3 - 2 | Indias de Mayagüez      | 25-22, 22-25, 23-25, 25-21, 15-9  |
| 9ª giornata - 19 febbraio 2017 Coliseo Salvador Dijols, Ponce              | Leonas de Ponce         | 3 - 0 | Indias de Mayagüez      | 25-16, 25-22, 25-21               |
| 10ª giornata - 22 febbraio 2017 Palacio de Recreación y Deportes, Mayagüez | Indias de Mayagüez      | 3 - 1 | Changas de Naranjito    | 21-25, 25-11, 26-24, 25-21        |
| 11ª giornata - 24 febbraio 2017 Palacio de Recreación y Deportes, Mayagüez | Indias de Mayagüez      | 3 - 0 | Gigantes de Carolina    | 25-17, 25-18, 26-24               |
| 12ª giornata - 1º marzo 2017 Coliseo José Marrón Aponte, Aibonito          | Polluelas de Aibonito   | 0 - 3 | Indias de Mayagüez      | 18-25, 24-26, 24-26               |
| 13ª giornata - 3 marzo 2017 Palacio de Recreación y Deportes, Mayagüez     | Indias de Mayagüez      | 2 - 3 | Capitalinas de San Juan | 22-25, 25-15, 25-17, 22-25, 17-19 |
| 14ª giornata - 5 marzo 2017 Coliseo Rafael Amalbert, Juncos                | Valencianas de Juncos   | 1 - 3 | Indias de Mayagüez      | 21-25, 23-25, 25-21, 18-25        |
| 15ª giornata - 9 marzo 2017 Coliseo Héctor Solá Bezares, Caguas            | Criollas de Caguas      | 3 - 1 | Indias de Mayagüez      | 25-19, 25-14, 23-25, 25-21        |
| 16ª giornata - 12 marzo 2017 Palacio de Recreación y Deportes, Mayagüez    | Indias de Mayagüez      | 3 - 2 | Orientales de Humacao   | 23-25, 25-12, 22-25, 25-20, 21-19 |
| 17ª giornata - 16 marzo 2017 Palacio de Recreación y Deportes, Mayagüez    | Indias de Mayagüez      | 3 - 0 | Changas de Naranjito    | 25-20, 28-26, 25-23               |
| 18ª giornata - 18 marzo 2017 Coliseo Emilio Huyke, Humacao                 | Orientales de Humacao   | 3 - 2 | Indias de Mayagüez      | 23-25, 25-19, 21-25, 25-22, 15-7  |
| 19ª giornata - 24 marzo 2017 Palacio de Recreación y Deportes, Mayagüez    | Indias de Mayagüez      | 3 - 0 | Gigantes de Carolina    | 25-17, 26-24, 26-24               |
| 20ª giornata - 26 marzo 2017 Coliseo Rafael Amalbert, Juncos               | Valencianas de Juncos   | 3 - 1 | Indias de Mayagüez      | 25-9, 25-23, 23-25, 25-19         |
| 21ª giornata - 30 marzo 2017 Coliseo Roberto Clemente, San Juan            | Capitalinas de San Juan | 1 - 3 | Indias de Mayagüez      | 25-19, 21-25, 18-25, 24-26        |
| 22ª giornata - 3 aprile 2017 Palacio de Recreación y Deportes, Mayagüez    | Indias de Mayagüez      | 3 - 1 | Polluelas de Aibonito   | 23-25, 25-21, 25-22, 25-20        |
| 23ª giornata - 5 aprile 2017 Coliseo Salvador Dijols, Ponce                | Leonas de Ponce         | 0 - 3 | Indias de Mayagüez      | 23-25, 27-29, 22-25               |
| 24ª giornata - 7 aprile 2017 Palacio de Recreación y Deportes, Mayagüez    | Indias de Mayagüez      | 1 - 3 | Criollas de Caguas      | 26-28, 25-22, 18-25, 20-25        |

#### Play-off
| Quarti di finale (gara 1) - 11 aprile 2017 Palacio de Recreación y Deportes, Mayagüez | Indias de Mayagüez    | 3 - 1 | Leonas de Ponce       | 25-23, 25-23, 19-25, 25-16        |
| Quarti di finale (gara 3) - 15 aprile 2017 Coliseo Salvador Dijols, Ponce             | Leonas de Ponce       | 3 - 0 | Indias de Mayagüez    | 25-23, 25-20, 25-23               |
| Quarti di finale (gara 4) - 17 aprile 2017 Palacio de Recreación y Deportes, Mayagüez | Indias de Mayagüez    | 3 - 0 | Orientales de Humacao | 25-22, 26-24, 25-20               |
| Quarti di finale (gara 6) - 21 aprile 2017 Coliseo Emilio Huyke, Humacao              | Orientales de Humacao | 2 - 3 | Indias de Mayagüez    | 23-25, 25-23, 23-25, 25-20, 6-15  |
| Semifinali (gara 1) - 27 aprile 2017 Coliseo Rafael Amalbert, Juncos                  | Valencianas de Juncos | 1 - 3 | Indias de Mayagüez    | 25-19, 25-18, 25-17, 25-19        |
| Semifinali (gara 2) - 29 aprile 2017 Palacio de Recreación y Deportes, Mayagüez       | Indias de Mayagüez    | 2 - 3 | Valencianas de Juncos | 18-25, 21-25, 25-18, 25-21, 11-15 |
| Semifinali (gara 3) - 1º maggio 2017 Coliseo Rafael Amalbert, Juncos                  | Valencianas de Juncos | 3 - 0 | Indias de Mayagüez    | 25-23, 25-23, 25-16               |
| Semifinali (gara 4) - 3 maggio 2017 Palacio de Recreación y Deportes, Mayagüez        | Indias de Mayagüez    | 3 - 2 | Valencianas de Juncos | 25-19, 25-23, 18-25, 19-25, 16-14 |
| Semifinali (gara 5) - 5 maggio 2017 Coliseo Rafael Amalbert, Juncos                   | Valencianas de Juncos | 3 - 1 | Indias de Mayagüez    | 23-25, 25-23, 26-24, 25-20        |
| Semifinali (gara 6) - 7 maggio 2017 Palacio de Recreación y Deportes, Mayagüez        | Indias de Mayagüez    | 2 - 3 | Valencianas de Juncos | 20-25, 29-31, 28-26, 25-23, 10-15 |

## Statistiche

### Statistiche di squadra
| Competizione | Punti | In casa | In casa | In casa | In trasferta | In trasferta | In trasferta | Totale | Totale | Totale |
| Competizione | Punti | G       | V       | P       | G            | V            | P            | G      | V      | P      |
| ------------ | ----- | ------- | ------- | ------- | ------------ | ------------ | ------------ | ------ | ------ | ------ |
| LVSF         | 53    | 17      | 10      | 7       | 17           | 9            | 8            | 34     | 19     | 15     |
| Totale       | -     | 17      | 10      | 7       | 17           | 9            | 8            | 34     | 19     | 15     |

G = partite giocate; V = partite vinte; P = partite perse